# Nikolaj Bredahl Jacobsen
Pour les articles homonymes, voir Bredahl et Jacobsen.

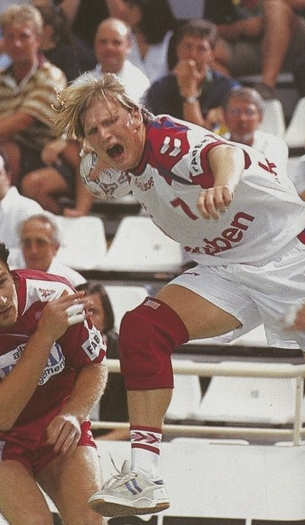
Jacobsen lors du Championnat d'Europe 1994.

Nikolaj Bredahl Jacobsen, né le 22 novembre 1971 à Viborg, est un ancien handballeur international danois, évoluant au poste d'ailier gauche. 
Reconverti entraîneur, il est celui qui a permis au Rhein-Neckar Löwen de remporter ses premiers titres nationaux après avoir cumulé les places d'honneur. Il est également sélectionneur de l'équipe nationale du Danemark depuis 2017 et a conduit les Danois à quatre titres de Champions du monde en 2019, 2021, 2023 et 2025, un titre de champion olympique en 2024.

## Biographie

### En club
Jacobsen a commencé le handball au club de GOG Håndbold en 1984, avec lequel il remporte le championnat du Danemark à trois reprises ainsi que cinq Coupes du Danemark. En 1997, il rejoint l'Allemagne et le club du TSV Bayer Dormagen. Terminant troisième meilleur buteur du championnat avec 189 réalisations, sa première saison est une réussite sur le plan personnel mais Dormagen est malgré tout relégué. Il rejoint alors le THW Kiel avec  lequel il remporte trois Bundesliga, deux coupes d'Allemagne ainsi que deux Coupes de l'EHF (C3). Des problèmes de genou ne lui permettant pas de supporter le rythme intense du premier championnat du monde, il quitte Kiel en 2004 après 212 matchs.

### En équipe nationale
Jacobsen a été sélectionné à 148 reprises entre 1991 et 2003 en équipe nationale du Danemark.  S'il a participé à de nombreuses compétitions internationales (Championnats du monde en 1993, 1995 et 1999 ainsi que les Euros 1994, 1996 et 2000), il n'a jamais remporté de médaille.

### Carrière d'entraîneur
Il retourne alors au Danemark au Viborg HK en tant que joueur et entraineur adjoint. En 2004, il rejoint le Bjerringbro-Silkeborg en tant qu'entraineur adjoint. Toutefois, il est contraint de refouler les parquets en février 2009 pour faire face aux nombreuses blessures qui touchent le club,. Après avoir quitté le Bjerringbro-Silkeborg en 2011, il est devenu en 2012 entraîneur du Aalborg Håndbold avec lequel il remporte le championnat du Danemark en 2013.
En 2014, il remplace chez les Rhein-Neckar Löwen l'Islandais Guðmundur Guðmundsson qui a pris en charge l'équipe nationale du Danemark. Il permet à l'équipe de remporter ses premiers titres nationaux avec deux Championnats d'Allemagne en 2016 et 2017, une Coupe d'Allemagne en 2018 et trois Supercoupes d'Allemagne.
Après le championnat du monde 2017, il remplace ce même Guðmundsson à la tête de l'équipe nationale du Danemark qu'il conduit à la quatrième place au championnat d'Europe 2018.
Par la suite, si le titre de champion d'Europe lui échappe (13e place en 2020, bronze en 2022, argent en 2024), il conduit les Danois à deux finales olympiques (argent en 2021 et or en 2024) et surtout quatre titres consécutifs de champion du monde en 2019, 2021, 2023 et 2025.

## Palmarès

### En tant que joueur
Compétitions internationales (club)
- Vainqueur de la Coupe de l'EHF (C3) (2) : 2002, 2004
- Finaliste de la Ligue des champions en 2000

Compétitions nationales (club)
- Vainqueur du Championnat du Danemark (3) : 1992, 1995 et 1996
- Vainqueur de la Coupe du Danemark (5) : 1991, 1992, 1995, 1996 et 1997
- Vainqueur du Championnat d'Allemagne (3) : 1999, 2000 et 2002
- Vainqueur de la Coupe d'Allemagne (2) : 1999 et 2000

### En tant qu'entraîneur
Compétitions nationales (club)
- Vainqueur du Championnat du Danemark (1) : 2013
- Vainqueur du Championnat d'Allemagne (2) : 2016, 2017
- Vainqueur de la Coupe d'Allemagne (1) : 2018
- Vainqueur de la Supercoupe d'Allemagne (3) : 2016, 2017, 2018

### En tant que sélectionneur
Jeux olympiques
- Finaliste des Jeux olympiques de 2021
- Médaille d'or aux Jeux olympiques de 2024

Championnats du monde
- Vainqueur du championnat du monde 2019
- Vainqueur du championnat du monde 2021
- Vainqueur du championnat du monde 2023
- Vainqueur du championnat du monde 2025

Championnats d'Europe
- 4e place du championnat d'Europe 2018
- 13e place du championnat d'Europe 2020
- Troisième du championnat d'Europe 2022
- Finaliste du championnat d'Europe 2024

### Distinctions individuelles
- 2e meilleur buteur du championnat d'Allemagne en 1999 et 2002 ; 3e en 1998 et 2001.
- élu handballeur danois de l'année en 1993 et 1999
- élu meilleur ailier gauche du championnat d'Allemagne en 2000
- meilleur marqueur danois sur un match avec 15 buts
- élu meilleur entraîneur de l'année IHF en 2019 et 2021
- élu au temple de la renommée de la Fédération européenne de handball en 2023[12]